# Super Junior
A Super Junior egy dél-koreai fiúegyüttes, melyet 2005-ben hozott létre az S.M. Entertainment. Az együttes eredetileg 13 tagú volt, amivel a világ legtöbb tagú fiúegyüttese voltak.
Az együttes tagjai több alformációt alkotnak, melyek célja, hogy az együttes akkor is működőképes lehessen, amikor az egyes tagok szólótevékenységet folytatnak, illetve hogy megmutassák, hogy az együttes többféle zenei műfajban is képes előadni.

## Tagjai
| Név        | Név    | Név                                   | Születési dátum                | Pozíció                             |
| Nemzetközi | Hangul | Születési név                         | Születési dátum                | Pozíció                             |
| ---------- | ------ | ------------------------------------- | ------------------------------ | ----------------------------------- |
| Leeteuk    | 이특   | Pak Csongszu (Park Jung-su) (박정수)  | 1983. július 1. (41 éves)      | vezér, vokál, rapper                |
| Heechul    | 희철   | Kim Hicshol (Kim Hee-chul) (김희철)   | 1983. július 10. (41 éves)     | vokál, rapper                       |
| Yesung     | 예성   | Kim Dzsongun (Kim Jong-woon) (김종운) | 1984. augusztus 24. (40 éves)  | fővokál                             |
| Kangin     | 강인   | Kim Jongun (Kim Young-woon) (김영운)  | 1985. január 17. (40 éves)     | vokál                               |
| Sindong    | 신동   | Sin Donghi (Shin Dong-hee) (신동희)   | 1985. szeptember 28. (39 éves) | vezető rapper, vezető táncos        |
| Sungmin    | 성민   | I Szongmin (Lee Sung-min) (이성민)    | 1986. január 1. (39 éves)      | vezető vokál, vezető táncos         |
| Eunhyuk    | 은혁   | I Hjokcse (Lee Hyuk-jae) (이혁재)     | 1986. április 4. (38 éves)     | főrapper, vokál, főtáncos           |
| Donghae    | 동해   | I Donghe (Lee Dong-hae) (이동해)      | 1986. október 15. (38 éves)    | vezető vokál, vezető táncos, rapper |
| Siwon      | 시원   | Cshö Sivon (Choi Si-won) (최시원)     | 1987. február 10. (38 éves)    | vokál, az együttes arca             |
| Ryeowook   | 려욱   | Kim Njouk (Kim Ryeo-wook) (김려욱)    | 1987. június 21. (37 éves)     | fővokál                             |
| Kyuhyun    | 규현   | Cso Gjuhjon (Cho Kyu-hyun) (조규현)   | 1988. február 3. (37 éves)     | vezető vokál, maknae                |

### Super Junior M
| Művésznév  | Művésznév | Művésznév | Születési név                           | Születési név | Születési dátum             |
| Nemzetközi | Kínai     | Magyaros  | Magyaros                                | Kínai         | Születési dátum             |
| ---------- | --------- | --------- | --------------------------------------- | ------------- | --------------------------- |
| Zhou Mi    | 周觅      | Csou Mi   | Csou Mi                                 | 周觅          | 1986. április 19. (38 éves) |
| Henry      |           |           | Henry Lau (Liu Hszien-hua (Liu Xianhua) | 劉憲華        | 1989. október 11. (35 éves) |

## Diszkográfia

### Stúdióalbumok
- 2005: SuperJunior05 (Twins)
- 2007: Don't Don
- 2009: Sorry, sorry
- 2010: Bonamana
- 2011: Mr. Simple / A-CHa
- 2012: Sexy, Free & Single / Spy
- 2014: Mamacita
- 2015: Devil
- 2017: Play

### Japán nyelvű stúdióalbumok
- 2013: Hero

## Fordítás
- Ez a szócikk részben vagy egészben  a   Super Junior című angol Wikipédia-szócikk fordításán alapul.  Az eredeti cikk szerkesztőit annak laptörténete sorolja fel. Ez a jelzés csupán a megfogalmazás eredetét és a szerzői jogokat jelzi, nem szolgál a cikkben szereplő információk forrásmegjelöléseként.